# Východokarpatská magistrála
Východokarpatská magistrála je dálková turistická trasa na východním Slovensku, spojující Ubľu s čergovským Minčolem. Magistrála je značená červeným turistickým značením a z velké části kopíruje mezinárodní dálkovou turistickou trasu E3. Vede převážně hřebenem po slovensko-polské státní hranici v pohořích Čergov, Nízké Beskydy a Bukovské vrchy. Celková délka magistrály je 247 km, převýšení 10 132/9 180 metrů a odhadovaný čas na její přechod je 70 hodin.

## Průběh trasy
Magistrála začíná na slovensko-ukrajinském hraničním přechodu Ubľa (205 m n. m.), odkud vede okrajem obce do údolí potoka Kertinovatec, kterým vstupuje do Bukovských vrchů. Rozcestníkem Ulička (240 m n. m.) obchází obec Ulič a později vede cestou obcemi Uličské Krivé (280 m n. m.), Zboj (345 m n. m.) a Nová Sedlica (390 m n. m.). Po náročném stoupání se trasa dostává na Kremenec (1208 m n. m.), který je trojmezným vrchem a kde začíná kopírovat státní hranici. Pokračuje hřebenem přes Čierťaž (1071 m n. m.), Čelo (1158 m n. m.), Plašu (1163 m n. m.) a Kruhliak (1100 m n. m.) do Ruského sedla (797 m n. m.).
Horský hřeben pokračuje vrcholy Rypy (1002 m n. m.), Strop (1011 m n. m.), Rydošová (877 m n. m.) a Vysoký grúň (905 m n. m.) do Lupkovského sedla (642 m n. m.). Následuje Laborecký průsmyk (684 m n. m.), Daňová (840 m n. m.), Koprivničná (715 m n. m.), Čertižské sedlo (581 m n. m.), rozcestí Kút (695 m n. m.), Dukelský průsmyk (502 m n. m.), Stávok (753 m n. m.), Filipovské sedlo (660 m n. m.), Roztocký les (630 m n. m.) a Dujava (559 m n. m.). Magistrála stoupá na Javorinu (881 m n. m.), následují Slaviská (806 m n. m.), Lackova (997 m n. m.), Kurovské sedlo (683 m n. m.), Kráľova studňa (755 m n. m.) a pohraniční obec Obručné (660 m n. m.). Zde trasa opouští hraniční linii a hřebenem Čergova vede přes Sedlo pod Dlhou (920 m n. m.) a Murianik (1002 m n. m.) do konečného bodu magistrály, na 1157 m n. m. vysoký Minčol.